# Hagenbecks Tierpark (métro de Hambourg)
 (août 2023).
Si vous disposez d'ouvrages ou d'articles de référence ou si vous connaissez des sites web de qualité traitant du thème abordé ici, merci de compléter l'article en donnant les références utiles à sa vérifiabilité et en les liant à la section « Notes et références ».
Pour les articles homonymes, voir Hagenbeck.
Hagenbecks Tierpark (en allemand : U-Bahnhof Hagenbecks Tierpark) est une station de la ligne U2 du métro de Hambourg. Elle se situe dans le quartier de Lokstedt, à la frontière avec le quartier de Stellingen.

## Situation sur le réseau

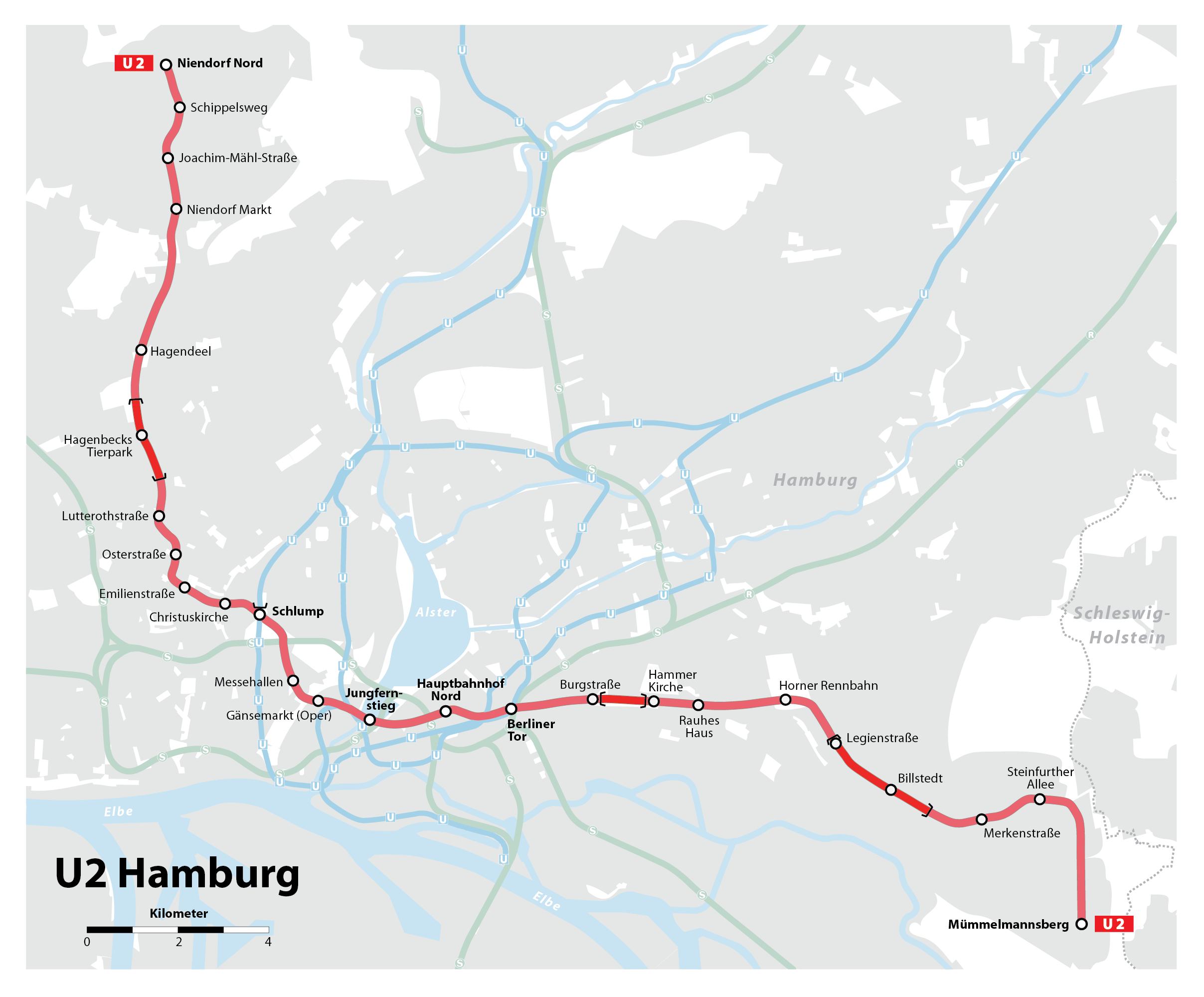
Plan de la Ligne U2 du métro de Hambourg.

## Histoire
En 1961, le Sénat de la ville de Hambourg décide de construire une liaison interurbaine de Stellingen à Billstedt, dont la partie ouest existante est prolongée de l'ancien terminus Hellkamp par la station Lutterothstraße jusqu'à la station de métro Hagenbecks Tierpark , initialement prévue sous le nom "Koppelstraße". Alors que la section jusqu'à Lutterothstraße est ouverte le 30 mai 1965, la station Hagenbecks Tierpark est ouverte le 30 octobre 1966. Le nouvel itinéraire remplace la ligne de tramway 16.
Hagenbecks Tierpark est le terminus pendant près de 19 ans jusqu'à ce que l'extension à Niendorf Markt soit mise en service le 2 juin 1985.

## Architecture
La station de métro se situe dans une incision de 6 m de jauteur et de 1,1 km de long, ce qui en fait l'un des trois seuls arrêts ouverts sur la ligne U2. Un drainage important est nécessaire en raison de la nappe phréatique élevée.
La majeure partie de la plate-forme, simple avec des dalles de pierre en béton gris, a un toit soutenu par des poutres en acier peintes en rouge. L'extrémité sud de la plate-forme est négligée.
Au nord de la station et de la Koppelstraße se trouve une voie d'évitement ouverte à six voies, sur les côtés de laquelle se trouvent les ouvertures du tunnel pour la poursuite de la route vers Niendorf.

## Services aux voyageurs

### Accès et accueil
Un bâtiment d'accès sur le côté sud de la Koppelstraße à quatre voies mène à une plate-forme très large, qui se connecte au sud. Un tunnel piétonnier mène du hall des guichets, qui abrite les distributeurs de billets, au côté nord de la Koppelstraße. Ici, des escaliers couverts et un ascenseur ajouté plus tard mènent aux arrêts de bus en direction de l'ouest ainsi qu'au zoo de Hagenbeck et au terrain de la station de télévision de la Norddeutscher Rundfunk.
Les barrières et guichets d'origine dans la salle des billets sont depuis longtemps démantelés, tout comme le bâtiment du terminal du préposé à la gare, qui abritait également le salon des conducteurs de train, et le kiosque sur le quai.

### Intermodalité
Il y a une transition vers plusieurs lignes de bus, dont la ligne Metrobus 22 en direction de Blankenese ou en direction de Kellinghusenstraße. Il y a une station StadtRAD Hamburg devant l'arrêt. Il y a aussi un parc relais avec 102 places de parking.

## Arts dans la Station
Le 24 mai 2007, les œuvres d'art Les cinq continents (plusieurs parties) de Jochen Lempert, sur les murs du tunnel piétonnier, et magnolia - love to nature de Toshiya Kobayashi, sur la façade vitrée, sont inaugurées par la sénatrice de la culture Karin von Welck.